# Frederico Guilherme, Eleitor de Brandemburgo
Frederico Guilherme (Berlim, 16 de fevereiro de 1620 – Potsdam, 29 de abril de 1688), também conhecido como " Grande Eleitor" por causa de seu poderio militar e político, foi o Eleitor de Brandemburgo e Duque da Prússia de 1640 até sua morte. Era um grande defensor do calvinismo e foi associado com a ascensão da classe comercial. Ele via a importância do comércio e o promoveu vigorosamente. Ele realizou reformas doméstica que deram a Prússia uma posição mais forte depois da ordem política na Europa Central após a Paz de Vestfália, pavimentando o caminho para a elevação do ducado a reino ocorrida no reinado de seu filho Frederico.

## Biografia
Frederico Guilherme nasceu em Berlim, filho de Jorge Guilherme, Eleitor de Brandemburgo e Isabel Carlota do Palatinado. Sua herança consistiu no território de Brandemburgo, devastado pela Guerra dos Trinta Anos, pequena região de plantação de uvas na fronteira com a França conhecida como Cleves, e no Ducado da Prússia.

## Diplomacia estrangeira
Durante a guerra, seu pai Jorge Guilherme tinha se esforçado para manter, com um exército mínimo, um delicado equilíbrio entre as forças protestantes e católicas que lutavam em todo o Sacro Império Romano-Germânico. Apesar desses escassos recursos iniciais Frederico Guilherme conseguiu reconstruir o país. Com a ajuda de subsídios franceses, ele montou um exército para defender o país. Através dos Tratados de Wehlau, Labiau e Oliva, Frederico Guilherme conseguiu retirar o domínio polonês sobre o Ducado da Prússia, deixando o Sacro Império Romano-Germânico como seu único senhor feudal. Quando eclodiu a Guerra polaco-sueca, a Lituânia se colocou sob a proteção de Frederico Guilherme e dos suecos. Frederico Guilherme era tido como o herdeiro do Grão-Ducado, devido a sua descendência direta com os Jagiellons. Em 1655 os lituanos reconheceram Frederico Guilherme como seu soberano. A Polônia ofereceu uma união com o Grão-Ducado e ofereceu a Frederico o reinado dos dois países caso ele se convertesse à religião católica, proposta que ele não aceitou. João Kasimir (Jan II Kazimierz Vasa) aceitou tornar-se rei, renunciou em 1668 e morreu em 1672.

## Carreira militar
Frederico Guilherme foi um comandante militar de grande renome e seu exército se tornaria mais tarde o modelo para os militares prussianos. Ele é notável por sua vitória em conjunto com as forças suecas na Batalha de Varsóvia (1656), mas os suecos viram nele um comandado de Luís XIV e invadiram Brandemburgo. Depois de marchar surpreendentes 250 quilômetros em 15 dias de volta a Brandemburgo, ele apanhou os suecos de surpresa e os derrotou no campo na Batalha de Fehrbellin, destruindo o mito da invencibilidade do exército sueco. Ele mais tarde destruiu outro exército sueco que invadiu o Ducado da Prússia durante O Grande Passeio de Trenó em 1678. Ele ainda é notado pelo seu uso do amplo gerenciamento e delegação de decisões a seus comandantes, que mais tarde se tornaria a base para a doutrina alemã do Auftragstaktik ("missão tática") e pelo emprego da movimentação rápida para derrotar seus inimigos.

## Política doméstica
Frederico Guilherme é notável por ter constituído um exército de 40 000 soldados em 1678, através do Comissariado Geral da Guerra presidido por Joachim Friedrich von Blumenthal. Ele foi um defensor do mercantilismo, monopólios, subsídios, tarifas e melhorias internas. A revogação do Édito de Nantes pelo Rei Luís XIV da França, incentivou a que huguenotes franceses altamente qualificados emigrassem para Brandemburgo-Prússia, construindo a base técnica e industrial do país. Ele concordou em isentar a nobreza dos impostos e em retribuição eles concordaram em dissolver a assembléia feudalística das Propriedades-Gerais. Ele também simplificou as viagens pelo interior de Brandemburgo e no Ducado da Prússia interligando os rios com canais, um sistema que foi mais tarde ampliado pelos arquitetos do Reino prussiano, tais como Georg Steenke; o sistema é até hoje utilizado.

## Casamentos
Em 7 de dezembro de 1646 na Haia, casou-se com Luísa Henriqueta de Nassau (1627-1667), filha de Frederico Henrique de Orange-Nassau e Amália de Solms-Braunfels. Seus filhos foram Guilherme Henrique (1648-1649), Carlos (1655-1674), seu sucessor Frederico (1657-1713), Amália (1656-1664), Henrique (1664-1664), e Luís (1666-1687).
Enviuvando, em 13 de junho de 1668 em Gröningen, casou-se com Sofia Dorotéia de Holstein-Glücksburg, filha de Filipe de Holstein-Sonderburg-Glücksburg e Sofia Hedwig de Saxe-Lauenburg. Seus filhos foram Filipe Guilherme (1669-1711), Maria Amália (1670-1739), Alberto Frederico (1672-1731), Carlos (1673-1695), Isabel Sofia (1674-1748), Dorotéia (1675-1676) e Cristiano Luís (1677-1734).